# 影片分享網站
影片分享網站（亦稱網路影音平臺）是指在網際網路上免費提供视频的服務。初期旨在分享自拍短片，随着用户要求提高，影片限制放宽，部分影片共享網站會使用P2P技術。

## 概要
自1999年起，寬頻普及化，影片共享網站與檔案分享同時出現，並在2006年爆發性普及。現時最有人氣及知名度的影片共享網站為YouTube。
跟一般網站比較，影片分享網站需要更多頻寬供瀏覽者下載影片，亦有侵犯版權的問題。自YouTube在2006年的成功後，非常多的影片共享網站誕生，但最終都相繼倒閉。是否合乎營運模式成為一大疑問。目前以社群影片分享平台為主的YouTube為最成功的案例。

## 知名的影片分享網站

### 美國
- YouTube
- Prime Video
- Vevo
- odysee
- Vimeo

### 中國大陸
- 爱奇艺
- 腾讯视频
- 优酷
- Bilibili
- AcFun
- 搜狐视频
- 土豆视频
- 西瓜视频

### 台灣
- 痞客邦
- GagaOOLala

### 日本
- Niconico動畫
- 向日葵动画

### 加拿大
- Rumble

### 法國
- Dailymotion